# Nola arachneis
Nola arachneis är en fjärilsart som beskrevs av Edward Meyrick 1886. Nola arachneis ingår i släktet Nola och familjen trågspinnare. Inga underarter finns listade i Catalogue of Life.